# Longhorns du Texas
Ne doit pas être confondu avec Texas Longhorn.
Les Longhorns du Texas (en anglais : Texas Longhorns) sont le club omnisports universitaire de l'université du Texas à Austin. Ses 18 équipes participent aux compétitions universitaires organisées par la National Collegiate Athletic Association. Texas fait partie de la Southeastern Conference depuis 2024.
L'université se situe à Austin dans l'État du Texas.
Les « Longhorns » sont présents avec succès dans de nombreuses disciplines si bien qu'en 2002, l'université est désignée par le magazine Sports Illustrated, comme la meilleure dans le domaine sportif national universitaire.
La présente page est principalement dédiée au traitement du football américain, son équipe étant la plus réputée au niveau national avec quatre titres de champion national (1963, 1969, 1970 et 2005).

## Sports représentés
| Hommes (8)                                  | Femmes (10)       |
| ------------------------------------------- | ----------------- |
| Athlétisme†                                 | Athlétisme†       |
| Basketball                                  | Basketball        |
| Cross country                               | Cross country     |
| Golf                                        | Golf              |
| Natation/Plongeon                           | Natation/Plongeon |
| Tennis                                      | Tennis            |
| Football américain                          | Football (soccer) |
| Baseball                                    | Softball          |
|                                             | Aviron            |
|                                             | Volleyball        |
| † – Athlétisme en salle et/ou en plein air. |                   |

## Surnom
Les Longhorns ou Horns est le surnom généralement utilisé pour désigner les équipes masculines et féminines de l'université même si les équipes féminines sont parfois appelées les Lady Longhorn. Ce surnom a pour origine les bovins à longues cornes (Texas Longhorn) qui ont joué un rôle important dans le développement du Texas. Il est par ailleurs officiellement l'animal emblématique de l'État américain du Texas. Ce surnom est apparu pour la première fois dans les journaux du Texas en 1900. La mascotte de l'université est d'ailleurs un bœuf à longues cornes du Texas dénommé Bevo (en).

## Infrastructures
Les infrastructures principales sur le campus se composent du :
- Darrell K Royal-Texas Memorial Stadium d'une capacité de 100 119 places pour le football américain ;
- Moody Center (en), d'une capacité standard de 10 000 places mais extensible à 15 000, a ouvert en avril 2022 en remplacement du Frank Erwin Center (16 540 places) pour le basketball ;
- Disch-Falk Field (en) d'une capacité de 7 373 places pour le baseball ;
- Gregory Gymnasium (en) d'une capacité de 4 000 places pour le volleyball ;
- Red and Charline McCombs Field (en) d'une capacité de 20 000 places pour le softball ;
- Mike A. Myers Stadium (en) d'une capacité de 1 254 places pour l'athlétisme et le football.

## Football américain

### Descriptif en début de saison 2025
- Couleurs :   (blanc et orange brulé)
- Dirigeants :
  - Directeur sportif : Chris Del Conte
  - Entraîneur principal : Steve Sarkisian a remplacé Tom Herman (5 saisons, bilan : 38 – 17 – 0 (69,1 %))
- Stade :
  - Nom : Darrell K Royal–Texas Memorial Stadium
  - Capacité : 100 119
  - Surface de jeu : pelouse artificielle (fieldturf)
  - Lieu : Austin, Texas
- Conférence :
  - Actuelle : Southeastern Conference (depuis 2024)
  - Ancienne : 
    - Indépendants (1893–1895, 1905–1912)
    - Southern Intercollegiate Athletic Association (en) (1896–1904)
    - Texas Intercollegiate Athletic Association (en) (1913–1914)
    - Southwest Conference (1915–1995)
    - Big 12 Conference (1996–2024)
- Internet :
  - Nom site Web : Texassports.com
  - URL : https://texassports.com/sports/football
- Bilan des matchs :
  - Victoires : 953 (70,4 %)
  - Défaites : 392
  - Nuls : 33
- Bilan des Bowls :
  - Victoires : 31 (54,2 %)
  - Défaites : 26
  - Nuls : 2

- College Football Playoff :
  - Apparitions : 2 (2023, 2024)
  - Bilan : 2-2 (50%)

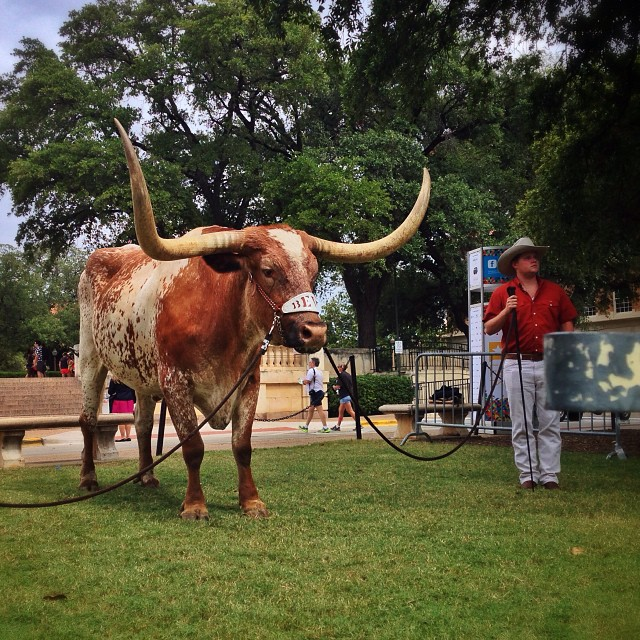
Bevo XIV en 2013.

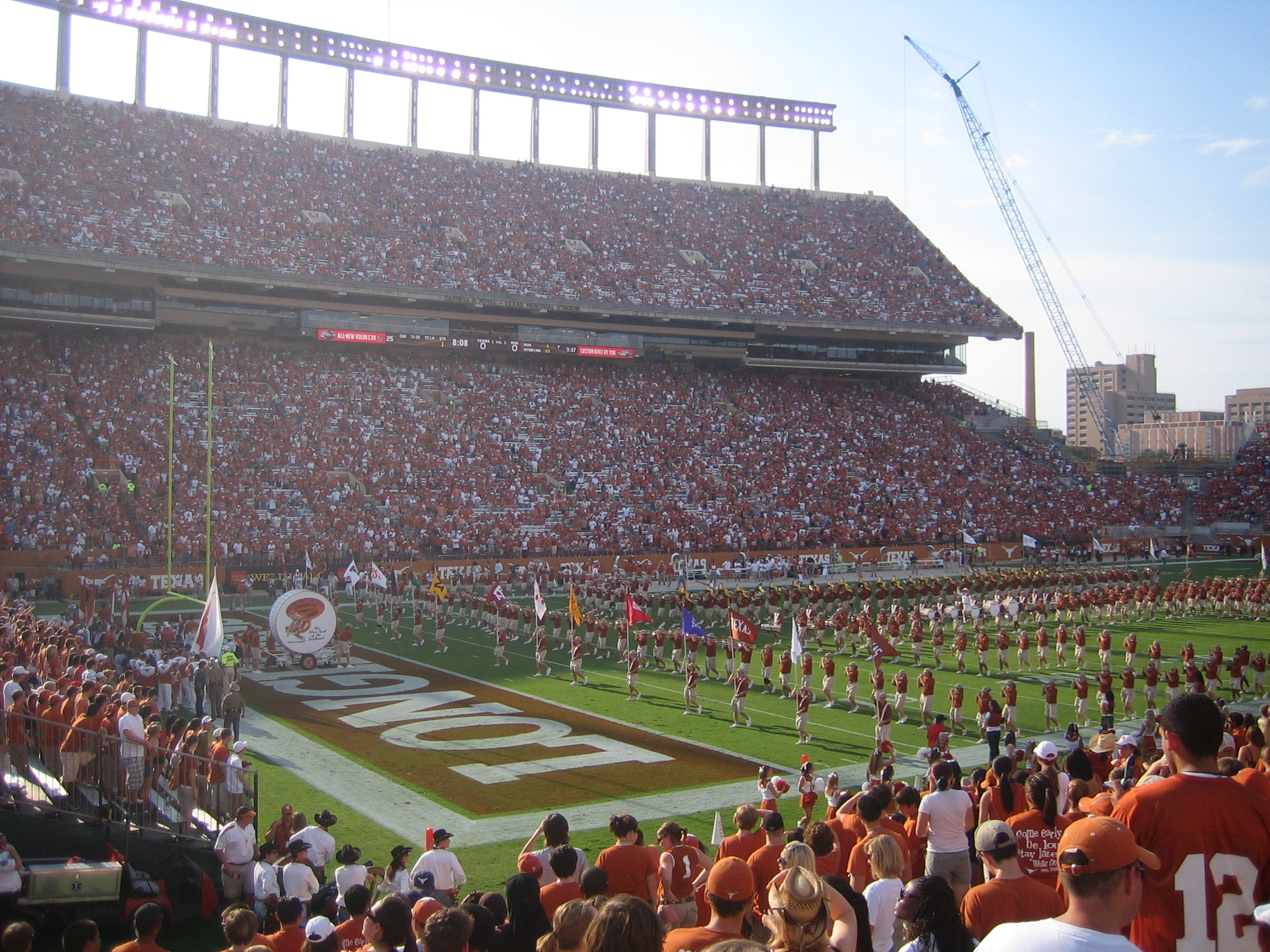
La fanfare en représentation sur le terrain en 2007.

  - Apparitions en College Football Championship Game : 0
- Titres :
  - Titres nationaux non réclamés : 5 (1914, 1941, 1968, 1977, 1981)
  - Titres nationaux : 4 (1963, 1969, 1970, 2005)
  - Titres de conférence : 34 (TIAA : 3 ; Southwest Conference: 27; Big 12 Conference:4)
  - Titres de division :  Big 12 South (1996-2010) : 7
- Joueurs :
  - Meilleures statistiques individuelles de l'histoire des Longhorns (en).
  - Vainqueurs du Trophée Heisman : 2 (Earl Campbell en 1977 et Ricky Williams en 1998)
  - Sélectionnés All-American : 61
- Hymne : Texas Fight (en)
- Mascotte : Bevo (en), un bœuf à longues cornes du Texas ayant une robe orange et blanche, actuellement Bevo XIV.
- Fanfare : Fanfare Longhorn de l'Université du Texas (en)
- Rivalités :
  - Sooners de l'Oklahoma (match dénommé Red River Rivalry) ;
  - Red Raiders de Texas Tech ;
  - Razorbacks de l'Arkansas ;
  - Cornhuskers du Nebraska ;
  - Aggies de Texas A&M (match dénommé Lone Star Showdown (en)) ;
  - Horned Frogs de TCU.

### Palmarès
- Titres nationaux :

Texas a été couronnée champion national à neuf reprises par les plus importantes agences nationales de sélection reconnues par la NCAA. Les titres de 1963, 1969, 1970 et de 2005 sont réclamés par l'université tandis que les autres pas.
| Saison | Entraîneur           | Agence(s) de sélection                               | Bilan S.R. | Bowl                        |
| ------ | -------------------- | ---------------------------------------------------- | ---------- | --------------------------- |
| 1914   | David Allerdice (en) | Billingsley Report[3]:111                            | 08 – 0 – 0 |                             |
| 1941   | Dana X. Bible (en)   | Berryman, Williamson System[3]:112                   | 08 – 1 – 1 |                             |
| 1968   | Darrell Royal        | Devold System, Matthews Grid Ratings, Sagarin[3]:113 | 09 – 1 – 1 | G, Cotton Bowl Classic 1968 |
| 1977   | Fred Akers (en)      | Berryman, FACT, Sagarin (ELO-Chess)[3]:114           | 11 – 1 – 0 | P, Cotton Bowl Classic 1978 |
| 1981   | Fred Akers           | National Championship Foundation[3]:114              | 10 – 1 – 1 | G, Cotton Bowl Classic 1982 |
| Saison | Entraîneur         | Agence(s) de sélection | Bilan S.R. | Bowl                        |
| ------ | ------------------ | --- | ---------- | --------------------------- |
| 1963   | Darrell Royal (en) | AP, Berryman, Billingsley, DeVold, Dunkel, FB News, Football Research, FW Helms, Litkenhous, National Championship Foundation, NFF, Poling Jeff Sagarin, Sagarin (ELO-Chess), UPI (Coaches), Williamson[3]:113 | 11 – 0 – 0 | G, Cotton Bowl Classic 1964 |
| 1969   | Darrell Royal      | AP, Berryman, Billingsley, DeVold, Dunkel, FACT, FB News, Football Research FW, Helms, Litkenhous, National Championship Foundation, NFF, Poling Sagarin, UPI (coaches)[3]:113, POTUS[5]                       | 11 – 0 – 0 | G, Cotton Bowl Classic 1970 |
| 1970   | Darrell Royal      | Berryman, FACT, Litkenhous, NFF, UPI (coaches)[3]:113 | 10 – 1 – 0 | P, Cotton Bowl Classic 1971 |
| 2005   | Mack Brown (en)    | BCS, AP, Berryman, Billingsley, Colley, DeVold, Dunkel, Eck, FACT, FW Massey, Matthews, NFF, Sagarin, Sagarin (ELO-Chess), Seattle Times Sporting News, USA Today (coaches), Wolfe[3]:115                      | 13 – 0 – 0 | G, Rose Bowl 2006           |
- Titres de conférence :

Texas a remporté 34 titres de conférence dont six partagés répartis entre la Texas Intercollegiate Athletic Association (en), la Southwest Conference et l'actuelle Big 12 Conference,.
| Saison | Conférence           | Entraîneur             | Bilan global | Bilan de conférence |
| ------ | -------------------- | ---------------------- | ------------ | ------------------- |
| 1911   | TIAA (en)            | Dave Allerdice (en)    | 5–2          | 3–0                 |
| 1913   | TIAA (en)            | Dave Allerdice (en)    | 7–1          | 3–0                 |
| 1914   | TIAA (en)            | Dave Allerdice (en)    | 8–0          | 4–0                 |
| 1916   | Southwest Conference | Eugene Van Gent (en)   | 7–2          | 5–1                 |
| 1918   | Southwest Conference | William Juneau (en)    | 9–0          | 4–0                 |
| 1920   | Southwest Conference | Berry Whitaker (en)    | 9–0          | 5–0                 |
| 1928   | Southwest Conference | Clyde Littlefield (en) | 7–2          | 5–1                 |
| 1930   | Southwest Conference | Clyde Littlefield      | 8–1–1        | 4–1                 |
| 1942   | Southwest Conference | Dana X. Bible (en)     | 9–2          | 5–1                 |
| 1943   | Southwest Conference | Dana X. Bible          | 7–1–1        | 5–0                 |
| 1945   | Southwest Conference | Dana X. Bible          | 10–1         | 5–1                 |
| 1950   | Southwest Conference | Blair Cherry (en)      | 9–2          | 6–0                 |
| 1952   | Southwest Conference | Ed Price (en)          | 9–2          | 6–0                 |
| 1953 † | Southwest Conference | Ed Price               | 7–3          | 5–1                 |
| 1959 † | Southwest Conference | Darrell Royal (en)     | 9–2          | 5–1                 |
| 1961 † | Southwest Conference | Darrell Royal          | 10–1         | 6–1                 |
| 1962   | Southwest Conference | Darrell Royal          | 9–1–1        | 6–0–1               |
| 1963   | Southwest Conference | Darrell Royal          | 11–0         | 7–0                 |
| 1968 † | Southwest Conference | Darrell Royal          | 9–1–1        | 6–1                 |
| 1969   | Southwest Conference | Darrell Royal          | 11–0         | 7–0                 |
| 1970   | Southwest Conference | Darrell Royal          | 10–1         | 7–0                 |
| 1971   | Southwest Conference | Darrell Royal          | 8–3          | 6–1                 |
| 1972   | Southwest Conference | Darrell Royal          | 10–1         | 7–0                 |
| 1973   | Southwest Conference | Darrell Royal          | 8–3          | 7–0                 |
| 1975 † | Southwest Conference | Darrell Royal          | 10–2         | 6–1                 |
| 1977   | Southwest Conference | Fred Akers (en)        | 11–1=        | 8–0                 |
| 1983   | Southwest Conference | Fred Akers             | 11–1=        | 8–0                 |
| 1990   | Southwest Conference | David McWilliams (en)  | 10–2         | 8–0                 |
| 1994 † | Southwest Conference | John Mackovic (en)     | 8–4          | 4–3                 |
| 1995   | Southwest Conference | John Mackovic          | 10–2–1       | 7–0                 |
| 1996   | Big 12 Conference    | John Mackovic          | 8–5          | 6–2                 |
| 2005   | Big 12 Conference    | Mack Brown (en)        | 13–0         | 8–0                 |
| 2009   | Big 12 Conference    | Mack Brown (en)        | 13–1         | 8–0                 |
| 2023   | Big 12 Conference    | Mack Brown (en)        | 13–2         | 8–1                 |
† : Titre de champion partagé - = : Premier à égalité
- Titre de division :

Texas a remporté sept titre de la division Sud (South) de la Big 12 Conference dont cinq lui ont permis de participer à la finale de conférence Big 12 (3 victoires et 2 défaites). Depuis 2011, la Big 12 n'organise plus de finale de conférence puisque réduite à dix équipes.
| Saison | Division     | Adversaire                                                    | Résultat F.C.                                                 |
| ------ | ------------ | ------------------------------------------------------------- | ------------------------------------------------------------- |
| 1996   | Big 12 South | Cornhuskers du Nebraska                                       | G, 37–27                                                      |
| 1999   | Big 12 South | Cornhuskers du Nebraska                                       | P, 06–22                                                      |
| 2001   | Big 12 South | Buffaloes du Colorado                                         | P, 37–39                                                      |
| 2002 † | Big 12 South | Non qualifié au tie-break au profit des Sooners de l'Oklahoma | Non qualifié au tie-break au profit des Sooners de l'Oklahoma |
| 2005   | Big 12 South | Buffaloes du Colorado                                         | G, 70–03                                                      |
| 2008 † | Big 12 South | Non qualifié au tie-break au profit des Sooners de l'Oklahoma | Non qualifié au tie-break au profit des Sooners de l'Oklahoma |
| 2009   | Big 12 South | Cornhuskers du Nebraska                                       | G, 13–12                                                      |
† : Titre de champion partagé
- Bowls :

En fin de saison 2024, Texas a participé à 62 bowls dont 34 victoires, 27 défaites et deux nuls.
| Saison                                               | Date             | Bowl             | Vainqueur        | Score | Perdant           | Lieu                                                     |
| ---------------------------------------------------- | ---------------- | ---------------- | ---------------- | ----- | ----------------- | -------------------------------------------------------- |
| 2024                                                 | 10 janvier 2025  | Cotton Bowl      | Ohio State       | 28-14 | Texas             | AT&T Stadium - Arlington, Texas                          |
| 2024                                                 | 1er janvier 2025 | Peach Bowl       | Texas            | 39-31 | Arizona State     | Mercedes-Benz Stadium - Atlanta, Géorgie                 |
| 2024                                                 | 21 décembre 2024 | 1er tour du CFP  | Texas            | 38-24 | Clemson           | Darrell K Royal–Texas Memorial Stadium - Austin, Texas   |
| 2023                                                 | 1er janvier 2024 | Sugar Bowl       | Washington       | 37-31 | Texas             | Caesars Superdome - La Nouvelle-Orléans, Louisiane       |
| 2022                                                 | 29 décembre 2022 | Alamo Bowl       | Washington       | 27-20 | Texas             | Alamodome - San Antonio, Texas                           |
| 2020                                                 | 29 décembre 2020 | Alamo Bowl       | Texas            | 55-23 | Colorado          | Alamodome - San Antonio, Texas                           |
| 2019                                                 | 31 décembre 2019 | Alamo Bowl       | Texas            | 38-10 | Utah              | Alamodome - San Antonio, Texas                           |
| 2018                                                 | 1er janvier 2019 | Sugar Bowl       | Texas            | 28-21 | Georgia           | Mercedes-Benz Superdome - La Nouvelle-Orleans, Louisiane |
| 2017                                                 | 27 décembre 2017 | Texas Bowl       | Texas            | 33-16 | Missouri          | NRG Stadium - Houston, Texas                             |
| 2014                                                 | 29 décembre 2014 | Texas Bowl       | Arkansas         | 31-07 | Texas             | Houston, Texas                                           |
| 2013                                                 | 30 décembre 2013 | Alamo Bowl       | Oregon           | 30-07 | Texas             | San Antonio, Texas                                       |
| 2012                                                 | 29 décembre 2012 | Alamo Bowl       | Texas            | 31-27 | Oregon State      | San Antonio, Texas                                       |
| 2011                                                 | 28 décembre 2011 | Holiday Bowl     | Texas            | 21-10 | California        | San Diego, Californie                                    |
| 2009                                                 | 7 janvier 2010   | BCS Championship | Alabama          | 37-21 | Texas             | Pasadena, Californie                                     |
| 2008                                                 | 5 janvier 2009   | Fiesta Bowl      | Texas            | 24-21 | Ohio State        | Glendale, Arizona                                        |
| 2007                                                 | 27 décembre 2007 | Holiday Bowl     | Texas            | 52-34 | Arizona State     | San Diego, Californie                                    |
| 2006                                                 | 30 décembre 2006 | Alamo Bowl       | Texas            | 26-24 | Iowa              | San Antonio, Texas                                       |
| 2005                                                 | 4 janvier 2006   | Rose Bowl        | Texas            | 41-38 | USC               | Pasadena, Californie                                     |
| 2004                                                 | 1er janvier 2005 | Rose Bowl        | Texas            | 38-37 | Michigan          | Pasadena, Californie                                     |
| 2003                                                 | 30 décembre 2003 | Holiday Bowl     | Washington State | 28-20 | Texas             | San Diego, Californie                                    |
| 2002                                                 | 1er janvier 2003 | Cotton Bowl      | Texas            | 35-20 | LSU               | Dallas, Texas                                            |
| 2001                                                 | 28 décembre 2001 | Holiday Bowl     | Texas            | 47-43 | Washington        | San Diego, Californie                                    |
| 2000                                                 | 29 décembre 2000 | Holiday Bowl     | Oregon           | 35-30 | Texas             | San Diego, Californie                                    |
| 1999                                                 | 1er janvier 2000 | Cotton Bowl      | Arkansas         | 27-06 | Texas             | Dallas, Texas                                            |
| 1998                                                 | 1er janvier 1999 | Cotton Bowl      | Texas            | 38-11 | Mississippi State | Dallas, Texas                                            |
| 1996                                                 | 1er janvier 1997 | Fiesta Bowl      | Penn State       | 38-15 | Texas             | Tempe, Arizona                                           |
| 1995                                                 | 31 décembre 1995 | Sugar Bowl       | Virginia Tech    | 28-10 | Texas             | La Nouvelle-Orleans, Louisiane                           |
| 1994                                                 | 30 décembre 1994 | Sun Bowl         | Texas            | 35-31 | North Carolina    | El Paso, Texas                                           |
| 1990                                                 | 1er janvier 1991 | Cotton Bowl      | Miami (FL)       | 46-03 | Texas             | Dallas, Texas                                            |
| 1987                                                 | 31 décembre 1987 | Bluebonnet Bowl  | Texas            | 32-27 | Pitt              | Houston, Texas                                           |
| 1985                                                 | 31 décembre 1985 | Bluebonnet Bowl  | Air Force        | 24-16 | Texas             | Houston, Texas                                           |
| 1984                                                 | 26 décembre 1984 | Freedom Bowl     | Iowa             | 55-17 | Texas             | Anaheim, Californie                                      |
| 1983                                                 | 2 janvier 1984   | Cotton Bowl      | Georgia          | 10-09 | Texas             | Dallas, Texas                                            |
| 1982                                                 | 25 décembre 1982 | Sun Bowl         | North Carolina   | 26-10 | Texas             | El Paso, Texas                                           |
| 1981                                                 | 1er janvier 1982 | Cotton Bowl      | Texas            | 14-12 | Alabama           | Dallas, Texas                                            |
| 1980                                                 | 31 décembre 1980 | Bluebonnet Bowl  | North Carolina   | 16-07 | Texas             | Houston, Texas                                           |
| 1979                                                 | 22 décembre 1979 | Sun Bowl         | Washington       | 14-07 | Texas             | El Paso, Texas                                           |
| 1978                                                 | 23 décembre 1978 | Sun Bowl         | Texas            | 42-0  | Maryland          | El Paso, Texas                                           |
| 1977                                                 | 2 janvier 1978   | Cotton Bowl      | Notre Dame       | 38-10 | Texas             | Dallas, Texas                                            |
| 1975                                                 | 27 décembre 1975 | Bluebonnet Bowl  | Texas            | 38-21 | Colorado          | Houston, Texas                                           |
| 1974                                                 | 30 décembre 1974 | Gator Bowl       | Auburn           | 27-03 | Texas             | Jacksonville, Floride                                    |
| 1973                                                 | 1er janvier 1974 | Cotton Bowl      | Nebraska         | 19-03 | Texas             | Dallas, Texas                                            |
| 1972                                                 | 1er janvier 1973 | Cotton Bowl      | Texas            | 17-13 | Alabama           | Dallas, Texas                                            |
| 1971                                                 | 1er janvier 1972 | Cotton Bowl      | Penn State       | 30-06 | Texas             | Dallas, Texas                                            |
| 1970                                                 | 1er janvier 1971 | Cotton Bowl      | Notre Dame       | 24-11 | Texas             | Dallas, Texas                                            |
| 1969                                                 | 1er janvier 1970 | Cotton Bowl      | Texas            | 21-17 | Notre Dame        | Dallas, Texas                                            |
| 1968                                                 | 1er janvier 1969 | Cotton Bowl      | Texas            | 36-13 | Tennessee         | Dallas, Texas                                            |
| 1966                                                 | 17 décembre 1966 | Bluebonnet Bowl  | Texas            | 19-0  | Ole Miss          | Houston, Texas                                           |
| 1964                                                 | 1er janvier 1965 | Orange Bowl      | Texas            | 21-17 | Alabama           | Miami, Floride                                           |
| 1963                                                 | 1er janvier 1964 | Cotton Bowl      | Texas            | 28-06 | Navy              | Dallas, Texas                                            |
| 1962                                                 | 1er janvier 1963 | Cotton Bowl      | LSU              | 13-0  | Texas             | Dallas, Texas                                            |
| 1961                                                 | 1er janvier 1962 | Cotton Bowl      | Texas            | 12-07 | Ole Miss          | Dallas, Texas                                            |
| 1960                                                 | 17 décembre 1960 | Bluebonnet Bowl  | Texas            | 30-03 | Alabama           | Houston, Texas                                           |
| 1959                                                 | 1er janvier 1960 | Cotton Bowl      | Syracuse         | 23-14 | Texas             | Dallas, Texas                                            |
| 1957                                                 | 1er janvier 1958 | Sugar Bowl       | Ole Miss         | 39-07 | Texas             | La Nouvelle-Orléans, Louisiane                           |
| 1952                                                 | 1er janvier 1953 | Cotton Bowl      | Texas            | 16-0  | Tennessee         | Dallas, Texas                                            |
| 1950                                                 | 1er janvier 1951 | Cotton Bowl      | Tennessee        | 20-14 | Texas             | Dallas, Texas                                            |
| 1948                                                 | 1er janvier 1949 | Orange Bowl      | Texas            | 41-28 | Georgia           | Miami, Floride                                           |
| 1947                                                 | 1er janvier 1948 | Sugar Bowl       | Texas            | 27-07 | Alabama           | La Nouvelle-Orleans, Louisiane                           |
| 1945                                                 | 1er janvier 1946 | Cotton Bowl      | Texas            | 40-27 | Missouri          | Dallas, Texas                                            |
| 1943                                                 | 1er janvier 1944 | Cotton Bowl      | Texas            | 70-07 | Randolph Field    | Dallas, Texas                                            |
| 1942                                                 | 1er janvier 1943 | Cotton Bowl      | Texas            | 14-07 | Georgia Tech      | Dallas, Texas                                            |
| Bilan (fin 2019) : 34 victoires, 27 défaites, 2 nuls |                  |                  |                  |       |                   |                                                          |

### Entraîneurs
Après la première équipe de 1893, les Longhorns ont connu trente entraîneurs principaux, l'actuel étant Tom Herman (en).
| N° | Nom                          | Nb. de saison | Saison      | Bilan    | %     |
| -- | ---------------------------- | ------------- | ----------- | -------- | ----- |
|    | Pas d'entraîneur             | 1             | 1893        | 4–0      | 100,0 |
| 1  | Reginald DeMerritt Wentworth | 1             | 1894        | 6–1      | 085,7 |
| 2  | Frank Crawford               | 1             | 1895        | 5–0      | 100,0 |
| 3  | Harry Orman Robinson         | 1             | 1896        | 4–2–1    | 064,3 |
| 4  | Walter F. Kelly              | 1             | 1897        | 6–2      | 075,0 |
| 5  | David Farragut Edwards       | 1             | 1898        | 5–1      | 083,3 |
| 6  | Maurice Gordon Clarke        | 1             | 1899        | 6–2      | 075,0 |
| 7  | Samuel Huston Thompson       | 2             | 1900–1901   | 14–2–1   | 085,3 |
| 8  | J. B. Hart                   | 1             | 1902        | 6–3–1    | 065,0 |
| 9  | Ralph Hutchinson             | 3             | 1903–1905   | 16–7–2   | 068,0 |
| 10 | H. R. Schenker               | 1             | 1906        | 9–1      | 090,0 |
| 11 | W. E. Metzenthin             | 2             | 1907–1908   | 11–5–1   | 067,6 |
| 12 | Dexter W. Draper             | 1             | 1909        | 4–3–1    | 056,3 |
| 13 | Billy Wasmund                | 1             | 1910        | 6–2      | 075,0 |
| 14 | Dave Allerdice               | 5             | 1911–1915   | 33–7     | 082,5 |
| 15 | Eugene Van Gent              | 1             | 1916        | 7–2      | 077,8 |
| 16 | William Juneau               | 3             | 1917–1919   | 19–7     | 073,1 |
| 17 | Berry Whitaker               | 3             | 1920–1922   | 22–3–1   | 086,5 |
| 18 | E. J. Stewart                | 4             | 1923–1926   | 24–9–3   | 070,8 |
| 19 | Clyde Littlefield            | 7             | 1927–1933   | 44–18–6  | 069,1 |
| 20 | Jack Chevigny                | 3             | 1934–1936   | 13–14–2  | 048,3 |
| 21 | Dana X. Bible                | 10            | 1937–1946   | 63–31–3  | 066,5 |
| 22 | Blair Cherry                 | 4             | 1947–1950   | 32–10–1  | 075,6 |
| 23 | Ed Price                     | 6             | 1951–1956   | 33–27–1  | 054,9 |
| 24 | Darrell Royal                | 20            | 1957–1976   | 167–47–5 | 077,4 |
| 25 | Fred Akers                   | 10            | 1977–1986   | 86–31–2  | 073,1 |
| 26 | David McWilliams             | 5             | 1987–1991   | 31–26    | 054,4 |
| 27 | John Mackovic                | 6             | 1992–1997   | 41–28–2  | 059,2 |
| 28 | Mack Brown                   | 16            | 1998–2013   | 158–48   | 076,7 |
| 29 | Charlie Strong               | 3             | 2014–2016   | 16–21    | 043,2 |
| 30 | Tom Herman                   | 3             | 2017–2020   | 32–18    | 064,0 |
| 31 | Steve Sarkisian              | 1             | depuis 2021 | -        | -     |

### Numéros retirés
| N° | Nom            | Saisons   |
| -- | -------------- | --------- |
| 22 | Bobby Layne    | 1944–1947 |
| 60 | Tommy Nobis    | 1963–1965 |
| 20 | Earl Campbell  | 1974–1977 |
| 34 | Ricky Williams | 1995–1998 |
| 10 | Vince Young    | 2003–2005 |
| 12 | Colt McCoy     | 2006–2009 |

### Stade

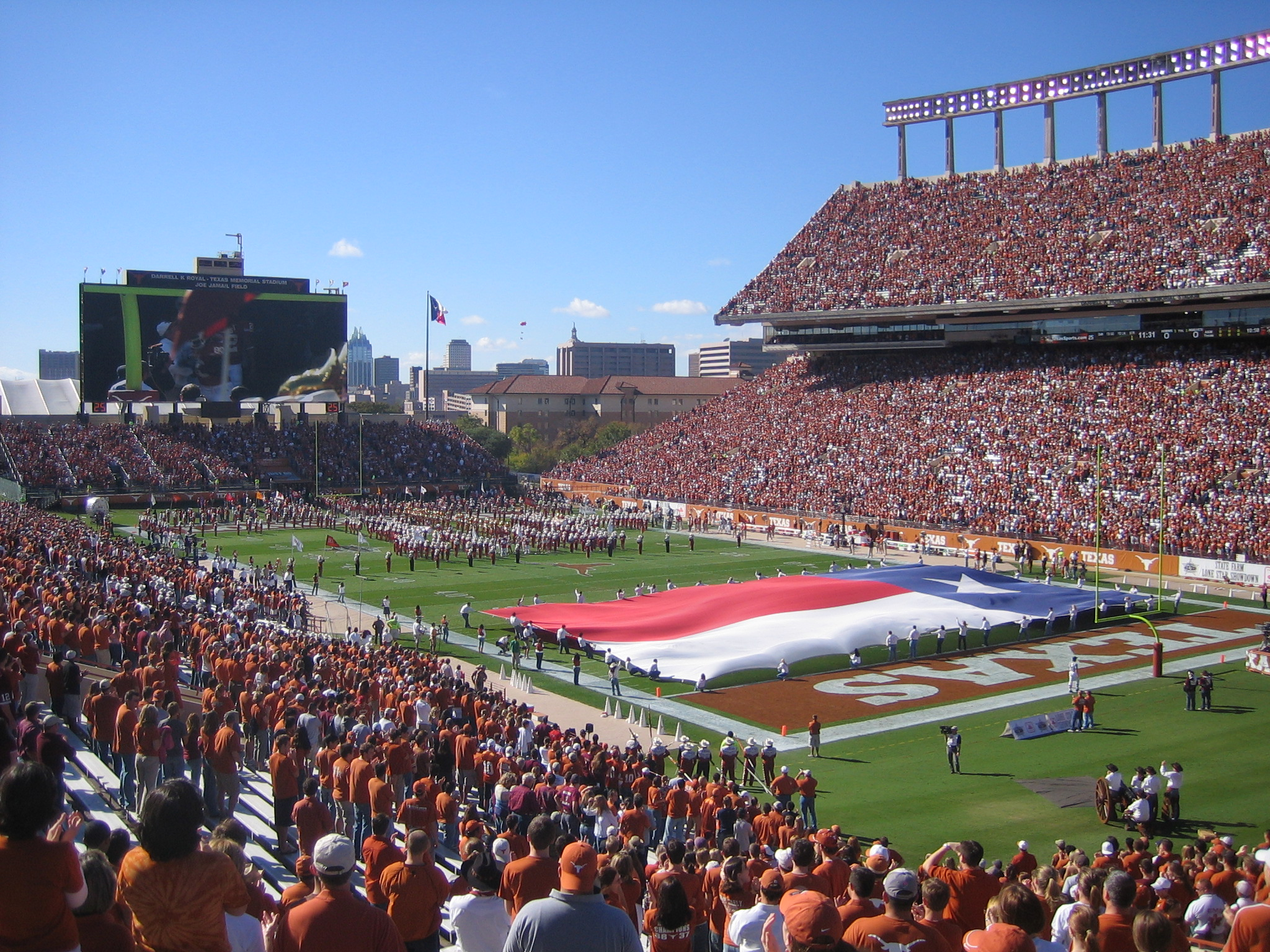
Le Darrell K Royal-Texas Memorial Stadium avec vue sur le « Godzillatron »

Depuis 1924, les Longhorns disputent leurs matchs à domicile au Darrell K Royal-Texas Memorial Stadium (anciennement dénommé « War Memorial Stadium » ou « Memorial Stadium » ou « Texas Memorial Stadium ») situé sur le campus de l'Université du Texas à Austin dans l'État du Texas.
Sa capacité actuelle est de 100 119 places ce qui en fait le :
- deuxième plus grand stade de football américain du Texas au nombre de places disponibles[13] ;
- le plus grand stade de la Big 12 Conference[14] ;
- le 5e plus grand stade de football américain NCAA installé sur un campus ;
- le 7e plus grand stade du monde (hormis les stades possédant un circuit automobile).

Le stade a été agrandi à plusieurs reprises depuis son ouverture officielle et actuellement il est équipé de 100 119 sièges permanents, du premier écran haute définition du pays dans un stade universitaire surnommé Godzillatron (en) et une pelouse artificielle (FieldTurf (en)) récemment remplacée du terrain dénommé le « Joe Jamail Field ».
L'actuel record d'assistance du stade est de 103 507 spectateurs établi le 15 septembre 2018 à l'occasion du match contre les Trojans d'USC.
La phase finale prévue de l'agrandissement du stade comprend la construction de nouveaux sièges permanents et d'un pont supérieur en zone sud, entourant complètement le terrain.
La capacité d'accueil du stade devrait atteindre 112 000 places dès que la zone sud sera entièrement fermée, ce qui signifierait que le « DKR-Texas Memorial Stadium » dépasserait le Michigan Stadium et deviendrait le plus grand stade de football américain d'Amérique du Nord. Cependant, la date de fin des travaux de la zone sud n'a pas été fixée et aucun fonds n'a encore été levé. Diverses sources affirment que cette phase pourrait ne pas avoir lieu avant 10 à 15 ans, bien que le 11 mars 2014, il ait été annoncé qu'un comité exploratoire avait été formé concernant l'agrandissement du stade en conjonction avec la construction du Dell Medical School (en) sur le campus.
Avant le « Darrell K Royal-Texas Memorial Stadium », les Longhorns avaient joué leurs matchs à domicile au Clark Field (en) entre 1887 et 1924. Le Clark Field était un stade en bois situé sur le campus. Leur dernier match au Clark Field s'est joué le 25 octobre 1924, les Longhorns y partageant l'enjeu (7-7) avec les Gators de la Floride Texas y a établi un bilan de 135 victoires pour 23 défaites et 3 nuls.

### Rivalités
| Équipe                         | Nom de l'événement      | Trophée                 | Bilan des Longhorns | Bilan des Longhorns | Bilan des Longhorns | Bilan des Longhorns | Bilan des Longhorns | 1re rencontre | Dernière rencontre |
| ------------------------------ | ----------------------- | ----------------------- | ------------------- | ------------------- | ------------------- | ------------------- | ------------------- | ------------- | ------------------ |
| Équipe                         | Nom de l'événement      | Trophée                 | Nb                  | V.                  | D.                  | N.                  | %.                  | 1re rencontre | Dernière rencontre |
| Sooners de l'Oklahoma          | Red River Showdown (en) | The Golden Hat          | 120                 | 64                  | 51                  | 5                   | 53,3                | 1900          | 2024               |
| Red Raiders de Texas Tech (en) | -                       | Chancellor's Spurs (en) | 073                 | 55                  | 18                  | 0                   | 75,3                | 1928          | 2023               |
| Razorbacks de l'Arkansas       | The Big Shootout (en)   | -                       | 080                 | 57                  | 23                  | 0                   | 71,3                | 1894          | 2024               |
| Cornhuskers du Nebraska        | -                       | -                       | 014                 | 10                  | 04                  | 0                   | 71,4                | 1933          | 2010               |
| Aggies de Texas A&M (en)       | Lone Star Showdown (en) | Lone Star (en)          | 119                 | 77                  | 37                  | 5                   | 64,7                | 1894          | 2024               |
| Horned Frogs de TCU (en)       | -                       | -                       | 094                 | 65                  | 28                  | 1                   | 69,1                | 1897          | 2023               |
| Bears de Baylor (en)           | -                       | -                       | 113                 | 80                  | 28                  | 5                   | 70,8                | 1901          | 2023               |

#### Oklahoma

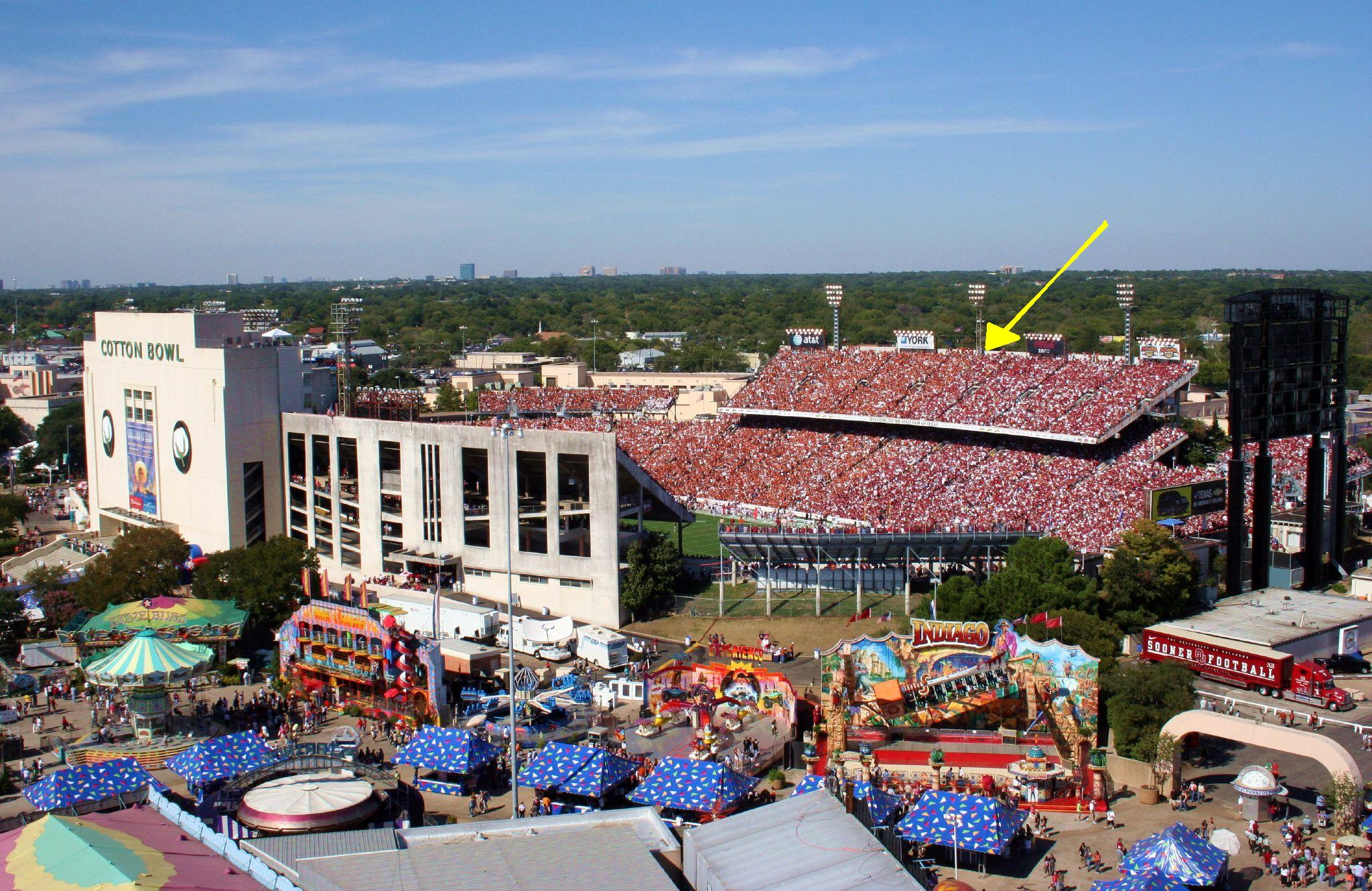
La flèche jaune indique la séparation entre les deux clans de fans lors du « Red River Showdown » du 7 octobre 2006.

Le match de rivalité entre les Sooners et les Longhorns est dénommé le « Red River Showdown (en) » ou l' « OU–Texas Game ». Trois trophées sont décernés :
- Le « Golden Hat » est un chapeau de cowboy en or monté sur un gros bloc de bois. Le trophée a été créé en 1941. Il était de couleur bronze jusqu'en 1970. Il est conservé pendant un an par l'équipe victorieuse ;
- Le « Red River Rivalry trophy » a été créé en 2003 et est échangé chaque année entre les étudiants des deux équipes. Il comporte l'image des deux États ainsi que des casques de football américain miniatures représentant les deux équipes ;
- Le « Governors' trophy » est le trophée qui est échangé entre les gouverneurs des deux États.

Le match se déroule à Dallas à l'occasion de sa foire dénommée le State Fair of Texas. Depuis 1929, il se joue chaque année au Cotton Bowl, stade situé à mi-chemin entre les villes de Norman (Oklahoma) et d'Austin (Texas). Lors des matchs, les fans d'Oklahoma occupent les places situées à partir du milieu de terrain vers le côté sud et ceux de Texas, du milieu de terrain vers le côté nord.
Au cours du 20e siècle, le match n'était pas une rencontre de conférence dans la majorité des cas puisque Texas a longtemps été membre de la Southwest Conference. En 1996, les deux programmes se retrouvent dans la South Division de la Big 12 Conference. Lors de cette saison, Oklahoma remporte en prolongation le premier match de la série puisqu'en 1995, le match s'était terminé sur un nul.
En fin de saison 2024, Texas mène la série avec 64 victoires, 51 défaites et 5 nuls.

#### Texas Tech

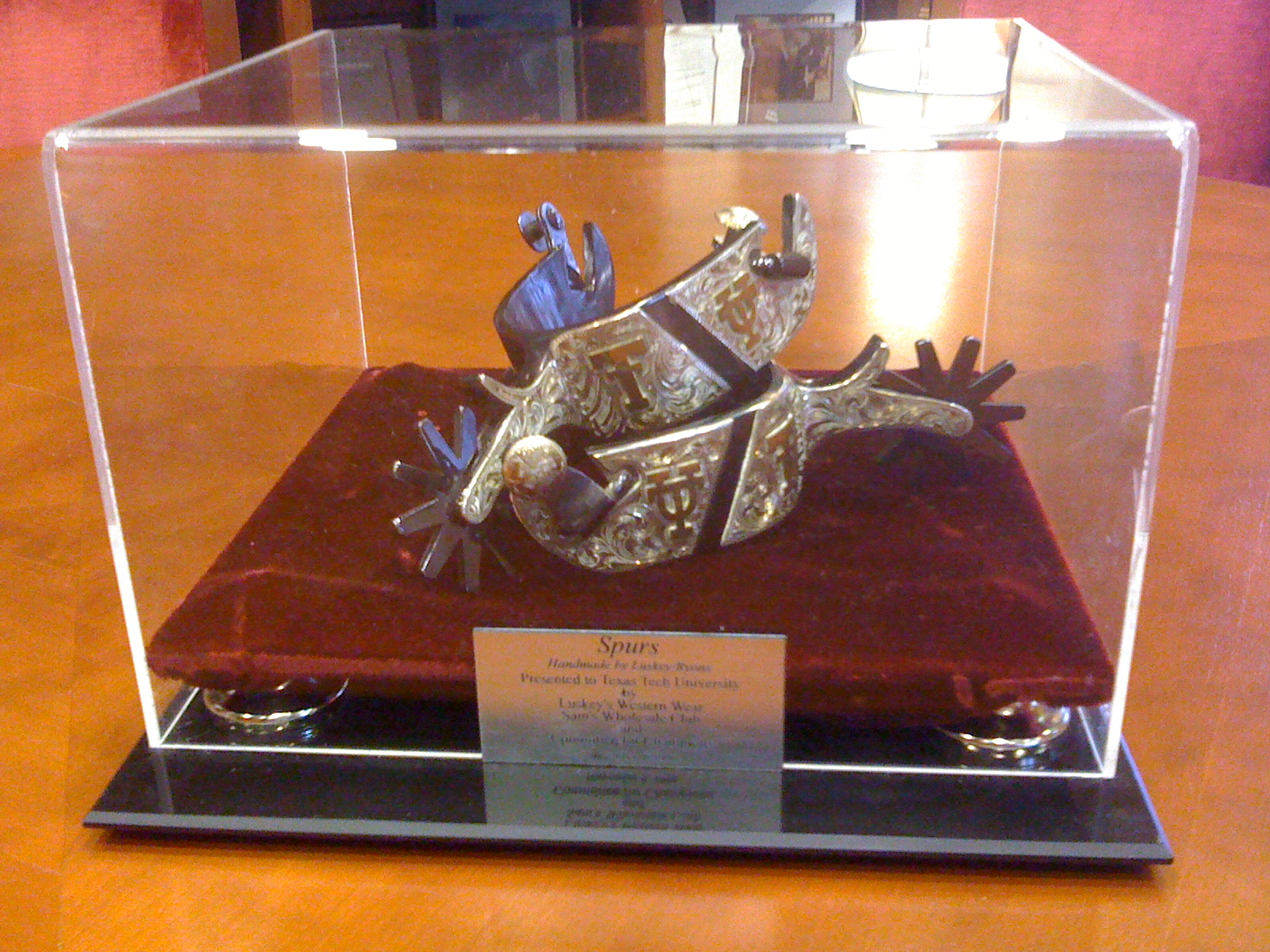
Le Chancellor's Spurs est le trophée remis aux vainqueurs du match entre les Longhorns et les Red Raiders.

La première rencontre entre les Longhorns du Texas et les Matadors de Texas Tech (nom de Texas Tech jusqu'en 1937) a eu lieu en 1928 (victoire de Texas 12–0). Elles ne se sont rencontrées qu'à neuf reprises avant 1960, Texas ayant gagné huit rencontres pour une seule à Texas Tech. De 1960 jusqu'en 1995, elles se sont rencontrées chaque année car elles étaient toutes deux membres de la Southwest Conference. Depuis 1996, elles sont membres de la Big 12 Conference. C'est en 1996 que le vainqueur des matchs de rivalité va recevoir le trophée dénommé  Chancellor's Spurs (en),. Il représente deux éperons couleur or et argent, gravés avec les deux « T » de Texas Tech et le « UT » de Texas. Il fut décerné la première fois à Texas après leur victoire 38-32 en déplacement à Lubbock
En fin de saison 2024, Texas mène la série avec 55 victoires pour 18 à Texas Tech.

#### Arkansas
Texas et Arkansas sont des vieux rivaux de la Southwest Conference, leur première rencontre datant de 1894 (victoire 54–0 de Texas). À l'époque, les matchs entre ces deux équipes attribuaient souvent le titre de cette conférence. Texas ayant remporté environ 71% des matchs, la rivalité entre ces deux universités est devenue incroyablement féroce et intense au fil du temps. Les deux programmes se sont rencontrés à 80 reprises, Texas menant la série avec 57 victoires pour 23 à Arkansas.
La rencontre de 1969 (en) est considérée comme le vrai « match du siècle ». Il commémorait le 100e anniversaire du football universitaire. La victoire de Texas les qualifie pour le Cotton Bowl 1970 qu'ils remportent en battant Notre Dame sur le score de 21-17. Ils décrochent ainsi le titre de champion national. Les fans des Razorbacks n'ont jamais digéré cette défaite. En effet, Arkansas avait mené tout au long du match mais s'est fait dépasser par Texas dans les toutes dernières minutes (15-14). L'ancien président Richard Nixon assistait au match.
À la suite du match de 1969, les rencontres entre les deux universités ont été communément dénommées « The Big Shootout (en) ». Néanmoins, elles ne se retrouvent plus chaque année après le départ en 1991 d'Arkansas vers la Southeastern Conference. De nombreux fans « Longhorn » et « Razorback » considèrent toujours ce match comme une rivalité importante. Depuis lors, elle ne se sont rencontrées qu'à cinq reprises, la sixième étant prévue pour la saison 2021.

#### Nebraska
La rivalité ne compte pas beaucoup de matchs et elle  cesse en 2011 lorsque Nebraska a quitté la Big 12 Conference. 
Les matchs qui opposaient les deux équipes étaient réputés pour la tension qu'ils généraient. Beaucoup de ces matchs se sont terminés sur des scores serrés. Le match de 2009, qui constituait la finale de conférence, reste le plus controversé après que les arbitres, en fin de match, aient ajouté une seconde à l'horloge permettant à Texas de botter et réussir un field goal victorieux (13-12).

#### Texas A&M

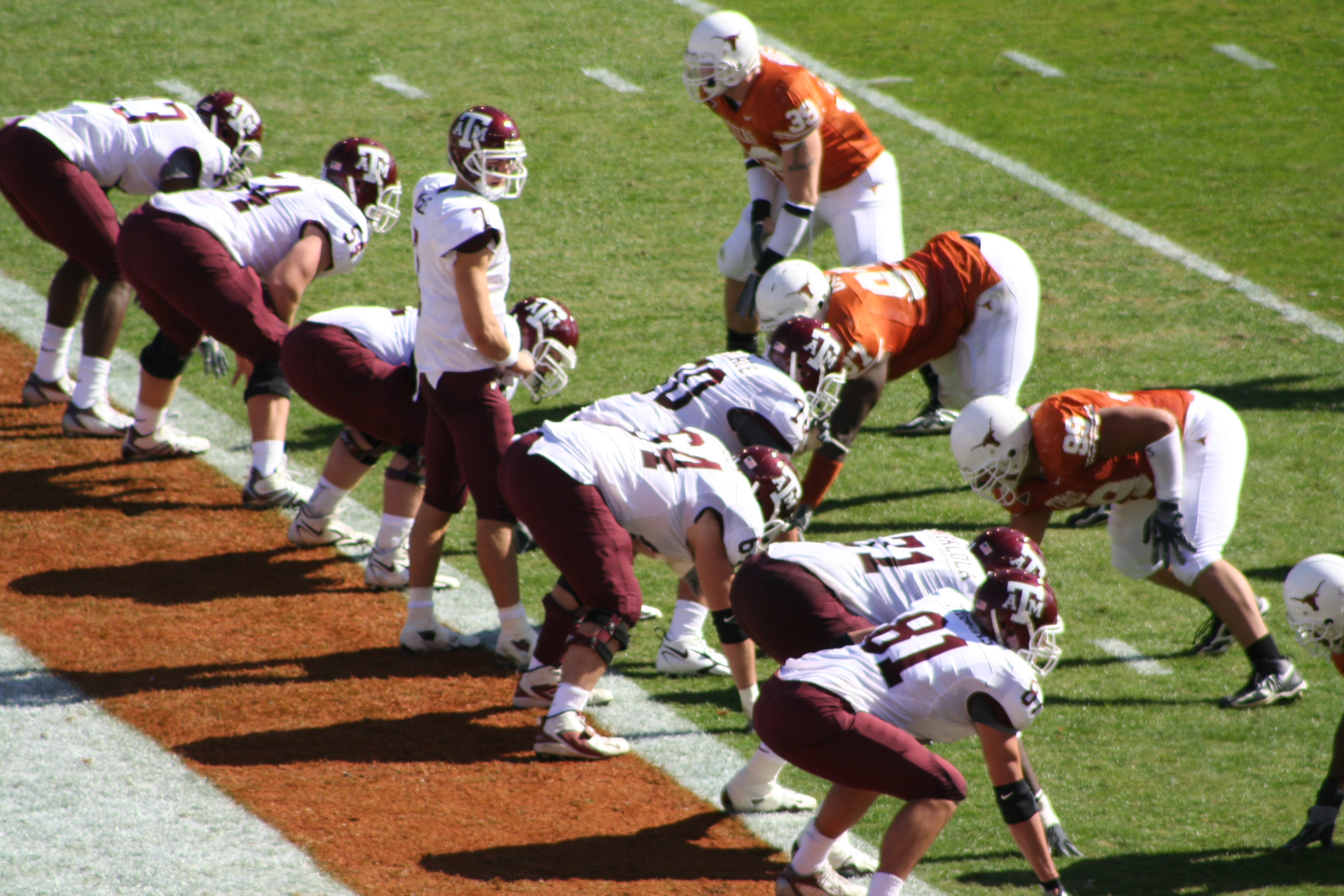
Le Lone Star Showdown de 2006

Cette rivalité remonte à 1894. Elle est la plus ancienne rivalité de ces deux équipes et la troisième plus ancienne des équipes de NCAA Division I FBS.
Texas a remporté les sept premiers matchs sans que Texas A&M n'inscrive de point. La grande majorité des matchs sont d'ailleurs gagnés par Texas jusqu'en milieu des années 1980. C'est alors que les Aggies réalisent deux séries interrompue par une victoire de Texas (1984-1989 et 1991-1994). Dès le milieu des années 1990, les Longhorns reprennent leur domination et remportent 12 des 17 derniers matchs joués.
La rivalité a donné naissance à plusieurs stéréotypes des deux côtés : Texas A&M est généralement dépeinte comme la petite université rurale à l'opposé de Texas dépeinte comme l'université riche et urbaine. À l'exception du match de 1994, le matchs de rivalité étaient annuels et avaient lieu traditionnellement lieu à l'occasion du jour du Thanksgiving ou le lendemain.
La rivalité a pris fin lorsque Texas A&M est devenue membre en 2012 de la Southeastern Conference, le dernier match ayant lieu le 24 novembre 2011 est remporté par Texas sur le score de 27 à 25 à la suite d'un field goal réussit à la dernière seconde.
Dans une tentative d'attirer davantage l'attention sur la rivalité dans les sports autres que le football, les deux universités créent en 2004 le Lone Star Showdown (en). Chaque fois que les deux université se rencontrent dans un sport, le vainqueur du match obtient un point. À la fin de l'année, l'école avec le plus de points remporte la série et reçoit le trophée Lone Star (en).
Texas a remporté 77 matchs contre 37 pour Texas A&M et 5 nuls.

#### TCU
Le premier match entre les deux équipes s'est déroulé le 3 novembre 1897 à Waco avec la victoire de Texas sur le score de 18 à 10.
La plus large victoire date de 1915, Texas battant TCU sur le score de 72 à 0. Le match de 1927 est le seul à s'être terminé sur un nul (0-0). Ce n'est qu'à la seizième rencontre disputée le 16 novembre 1929 que TCU bat pour la première fois Texas (15-12). La plus longue série de victoires consécutives est à l'actif de Texas puisque cette équipe est restée invaincue de 1968 jusqu'en 1991 (24 victoires). Les deux équipes ne se rencontrent plus entre de 1996 à 2006. Depuis 2012, les deux équipes membres de la Big 12 Conference se rencontrent chaque année.
En fin de saison 2024, Texas mène la série avec 65 victoires pour 28 à Texas et 1 nul.

#### Baylor
La première rencontre a lieu le 29 octobre 1901. Depuis 1932, elles se rencontrent chaque année (à l'exception des saisons 1943 et 1944), la rivalité s'accentuant depuis la formation en 1996 de la Big 12 Conference.
En fin de saison 2024, Texas mène la série avec 80 victoires pour 28 à Baylor et 4 nuls

### Récompenses individuelles
L'université du Texas à Austin a eu 129 joueurs (en) sélectionnés comme All-American (en) dont 62 Consensus et 25 Unanimous.
Texas a également eut 17 joueurs et entraîneurs intronisés au College Football Hall of Fame.
| - Trophée Heisman : Earl Campbell – 1977 Ricky Williams – 1998 - Maxwell Award : Tommy Nobis – 1965 Ricky Williams – 1998 Vince Young – 2005 Colt McCoy – 2009 - Walter Camp Award : Ricky Williams – 1998 Colt McCoy – 2008, 2009 - Chic Harley Award : Earl Campbell – 1977 Ricky Williams – 1998 Colt McCoy – 2009 - Archie Griffin Award : Vince Young – 2005 Colt McCoy – 2009 - AT&T ESPN All-America Player : Cedric Benson – 2004 Vince Young – 2005 Colt McCoy – 2009 - Trophée Associated Press : Ricky Williams – 1998 - Trophée Sporting News : Earl Campbell – 1977 Ricky Williams – 1998 Colt McCoy – 2009 - UPI College Football Player of the Year : Earl Campbell – 1977 - Freshman of the Year : Colt McCoy – 2006 - Shaun Alexander Freshman of the Year : Colin Simmons (en) – 2024 | - Doak Walker Award : Ricky Williams – 1997, 1998 Cedric Benson – 2004 D'Onta Foreman (en) – 2016 Bijan Robinson – 2022 - Jim Brown Trophy : Ricky Williams – 1997, 1998 - Paul Warfield Trophy : Jordan Shipley – 2009 - Davey O'Brien Award : Vince Young – 2005 Colt McCoy – 2009 - Johnny Unitas Golden Arm Award : Colt McCoy – 2009 - Manning Award : Vince Young – 2005 Colt McCoy – 2009 - Quarterback of the Year : Colt McCoy – 2009 - AFCA Coach of the Year : Darrell Royal (en) – 1963, 1970 - Eddie Robinson Coach of the Year ; Darrell Royal – 1961, 1963 - Sporting News College Football Coach of the Year : Darrell Royal – 1963, 1969 - Paul « Bear » Bryant Award : Mack Brown (en) – 2005 - Bobby Dodd Coach of the Year Award : Mack Brown – 2008 - Broyles Award : Greg Davis (en) – 2005 - Assistant Coach of the Year Award : Mac McWhorter (en) – 2008 | - Lombardi Award : Kenneth Sims – 1981 Tony Degrate (en) – [1984 Brian Orakpo – 2008 Kelvin Banks Jr. (en) – 2024 - Nagurski Trophy : Derrick Johnson – 2004 Brian Orakpo – 2008 - Outland Trophy : Scott Appleton (en) – 1963 Tommy Nobis – 1965 Brad Shearer (en) – 1977 Kelvin Banks Jr. (en) – 2024 - Dick Butkus Award : Derrick Johnson – 2004 - Jack Lambert Trophy : Derrick Johnson – 2004 - Jim Thorpe Award : Michael Huff (en) – 2005 Aaron Ross – 2006 Jahdae Barron (en) – 2024 - Ted Hendricks Award : Brian Orakpo – 2008 Jackson Jeffcoat (en) – 2013 - Ray Guy Award : Michael Dickson – 2017 - Bill Willis Trophy : Brian Orakpo – 2008 - UPI Lineman of the Year : Scott Appleton – 1963 Kenneth Sims – 1981 |

### Longhorns en NFL
317 joueurs des Longhorns ont été sélectionnés à la draft pour jouer en National Football League, 43 lors du 1er tour.
En début de la saison 2020, il y avait 32 joueurs des Longhorns actifs en NFL.
| - Calvin Anderson (en), OT, Broncos - Andrew Beck (en) , TE/FB, Broncos - Kris Boyd, CB, Vikings - Malcolm Brown, RB, Rams - Malcom Brown, DT, Saints - Michael Dickson , PT, Seahawks - Quandre Diggs, CB, Seahawks - Devin Duvernay, WR, Ravens - DeShon Elliott (en), FS, Ravens - Poona Ford (en), DT, Seahawks - Marquise Goodwin, WR, 49ers - Jordan Hicks, LB, ardinals - Holton Hill (en), CB, Vikings - Trey Hopkins (en), OG/C, Bengals - Lil'Jordan Humphrey (en), WR, Saints | - Malik Jefferson (en), OLB, Chargers - Collin Johnson (en), WR, Jaguars - Marcus Johnson , WR, Colts - Brandon Jones (en), FS, Dolphins - Colt McCoy, QB, Giants - Alex Okafor (en), LB, Chiefs - Charles Omenihu (en), DE, Texans - Adrian Phillips (en), S, Patriots - Hassan Ridgeway (en), DT, Eagles - Malcolm Roach (en), DT, Saints - Zach Shackelford, C, Buccaneers - Earl Thomas, S, Baltimore Ravens - Justin Tucker, K, Baltimore Ravens - Kenny Vaccaro, S, Tennessee Titans - Connor Williams (en), OG, Cowboys |

### Équipement

#### Couleurs
La première équipe en 1893 n'a pas toujours joué en orange mais aussi avec des maillots or et blanc. En 1895, la « Texas Athletic Association » opte pour l'orange et le blanc jusqu'en 1897, où le blanc est remplacé par le marron pour faire des économies de nettoyage. Le « Cactus Yearbook » de cette époque indique que les couleurs de l'université étaient soit or/blanc soit orange/anc. Les étudiants de la branche médicale de l'université étaient en faveur de la couleur bleu royal.
En 1899, un supporter de Texas pouvait être aperçu portant tout autant du jaune que de l'orange, du blanc, du rouge, du marron ou du bleu. Le Conseil des régents de l'université organise alors une élection pour officialiser les couleurs de l'équipe. Les votants sont au nombre de 1 111 et 562 optent pour l'orange et blanc (310 pour l'orange/t marron, 203 pour le bleu royal, 10 pour le pourpre/ bleu royal et 11 pour le pourpre). Pendant les trente jours qui ont suivi ce vote, les équipes des Longhorns ont porté des équipements couleur orange clair mais ceux-xi, après lavages, deviennent plus proche du jaune et blanc. Dans les années 1920, certaines équipes appelaient celles des Longhorns sous le ter ventres jaunes (« yellow bellies »), terme qui déplaisait au département des sports de l'université. En 1928, l'entraîneur principal Clyde Littlefield (en) commande des maillots dans une teinte orange plus foncée ne pouvant déteindre. Cette couleur plus foncée est plus tard appelée orange brulé ou « orange texan » (« burned orange - Texas orange »). Cette couleur est utilisée jusqu'à ce que le colorant devienne trop cher à la suite de la grande dépression. L'orange clair est à nouveau utilisé pendant deux décennies jusqu'à ce que l'entraîneur principal Darrell K Royal (en) ne réactive l'orange brulé au début des années 1960.
Lors du « Lone Star Showdown 2009 », les Longhorns ont utilisé un équipement de marque Nike.

#### Casques

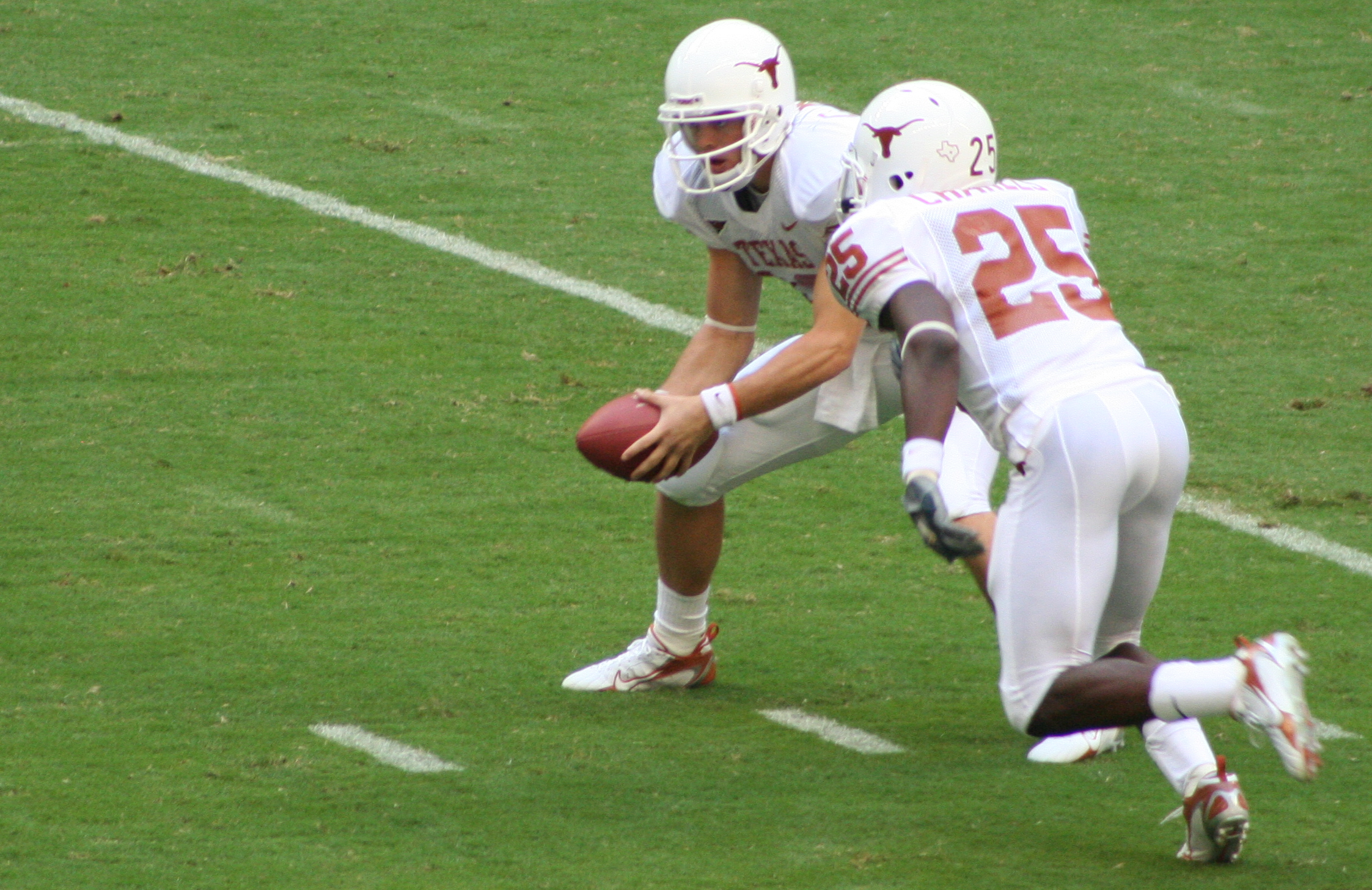
Colt McCoy cédant le ballon à Jamaal Charles.

En 1961 et 1962, le casque blanc des Longhorns renseignait, sur les côtés et en couleur orange brulé, le logo de la mascotte Bevo surmonté du numéro du joueur. Une large bande de même couleur séparait les deux côtés du casque. Celle-ci est enlevée en 1963.
En 1967, les numéros des joueurs sont retirés ne laissant plus apparaitre que le seul logo Bevo recentré sur les côtés. À l'exception de la saison 1969, le casque est resté inchangé. En 1969, le casque est redessiné pour célébrer le 100e anniversaire du premier match de football américain universitaire (le numéro 100 est apposé sur les côtés du casque au dessus du logo Bevo, les côtés étant séparés par une large bande couleur orange brulée.

### Traditions
L'université possède plusieurs traditions liées à ses événements sportifs, la plupart au niveau du football américain :
- Bevo (en) : C'est la mascotte de l'université. Il s'agit d'un bœuf à corne longue du Texas présent lors des matchs à domicile de l'équipe de football américain et lors de certains événements. La légende prétend que son nom provient d'un bœuf sur lequel des supporters des Aggies avaient badigeonné 13-0 — résultat d'une rencontre entre les universités — et que des étudiants de Texas auraient transformé en B3VO. En réalité, c'est un magazine d'anciens élèves de l'université qui avait utilisé cette dénomination plusieurs mois avant ces faits. Ce nom vient du terme d'argot désignant un bœuf destiné à devenir de la nourriture (beeve) ainsi que la pratique courante au cours des années 2000 d'ajouter un «O» à la fin des noms (comme pour Groucho ou Harpo Marx)[41].

- Big Bertha (en) : Il s'agit du nom donné à la grosse caisse utilisée par le Longhorn Band de l'Université du Texas à Austin. L'université prétend qu'elle est la plus grande du monde, l'Université Purdue estimant la même chose pour la sienne.

- The Eyes of Texas (en) : C'est la chanson de l'université, traditionnellement jouée par les « Orange Jackets » sur le terrain. Elle est chantée sur l'air de « I've Been Working on the Railroad ».

- Hook 'em Horns (en) : C'est le signe de ralliement de l'université. Il est introduit en 1955[42]. Le magazine Sports Illustrated représente le symbole « Hook 'em Horns » devant un fanion du Texas sur la couverture de leur numéro du 10 de septembre 1973[43].

- Texas Fight (en) : L'hymne de guerre de l'université[44].

| Texas Fight, Texas Fight, And it’s goodbye to A&M. Texas Fight, Texas Fight, And we’ll put over one more win. Texas Fight, Texas Fight, For it’s Texas that we love best. Hail, Hail, The gang’s all here, And it’s good-bye to all the rest! (YELL) | Yea Orange! Yea White! Yea Longhorns! Fight! Fight! Fight! Texas Fight! Texas Fight, Yea Texas Fight! Texas Fight! Texas Fight, Yea Texas Fight! | The Eyes of Texas are upon you, All the livelong day. The Eyes of Texas are upon you, You cannot get away. Texas Fight, Texas Fight, For it’s Texas that we love best. Hail, Hail, The gang’s all here, And it good-bye to all the rest! |
| La phrase « Hail, Hail, the gang's all here » est rarement (voire jamais) chantée et est remplacée par « Give 'em hell, give 'em hell! Go, Horns, go! ». Une autre version utilisée lors des matchs de football américain (en particulier par les étudiants), est « Give 'em hell, give 'em hell! Make 'em eat shit! », version qui était à l'origine principalement destiné aux supporters des Razorbacks de l'Arkansas[45],[46]. Une autre version utilisée lors de la rencontre annuelle contre les Sooners de l'Oklahoma est « Give 'em hell, give 'em hell! OU sucks! ». | | |
- Smokey the Cannon (en) : Nom du canon qui résonne à l'occasion du coup d'envoi et chaque fois que les Longhorns inscrivent des points. les scores du Texas

- Texas Longhorn Band (en) : La fanfare de l'université dont le surnom est « The Showband of the Southwest (en) ».

- World's Largest Texas Flag (en) : Le plus grand drapeau du monde est déroulé sur le terrain avant les matchs de football américain à domicile, les matchs de bowling et autres événements sportifs. Il est également déployé du balcon du président lors des rassemblements d'encouragement. Il appartient au chapitre « UT Alpha Rho » d'Alpha Phi Omega.

- Lighting the Tower : Le bâtiment principal de l'Université (en) (également connu sous le nom de « Main Building ») est éclairé en orange à l'occasion de diverses victoires sportives. Après chaque victoire lors des championnats nationaux, les fenêtres sont éclairées dans le bâtiment principal pour afficher un grand numéro « 1 »[47].

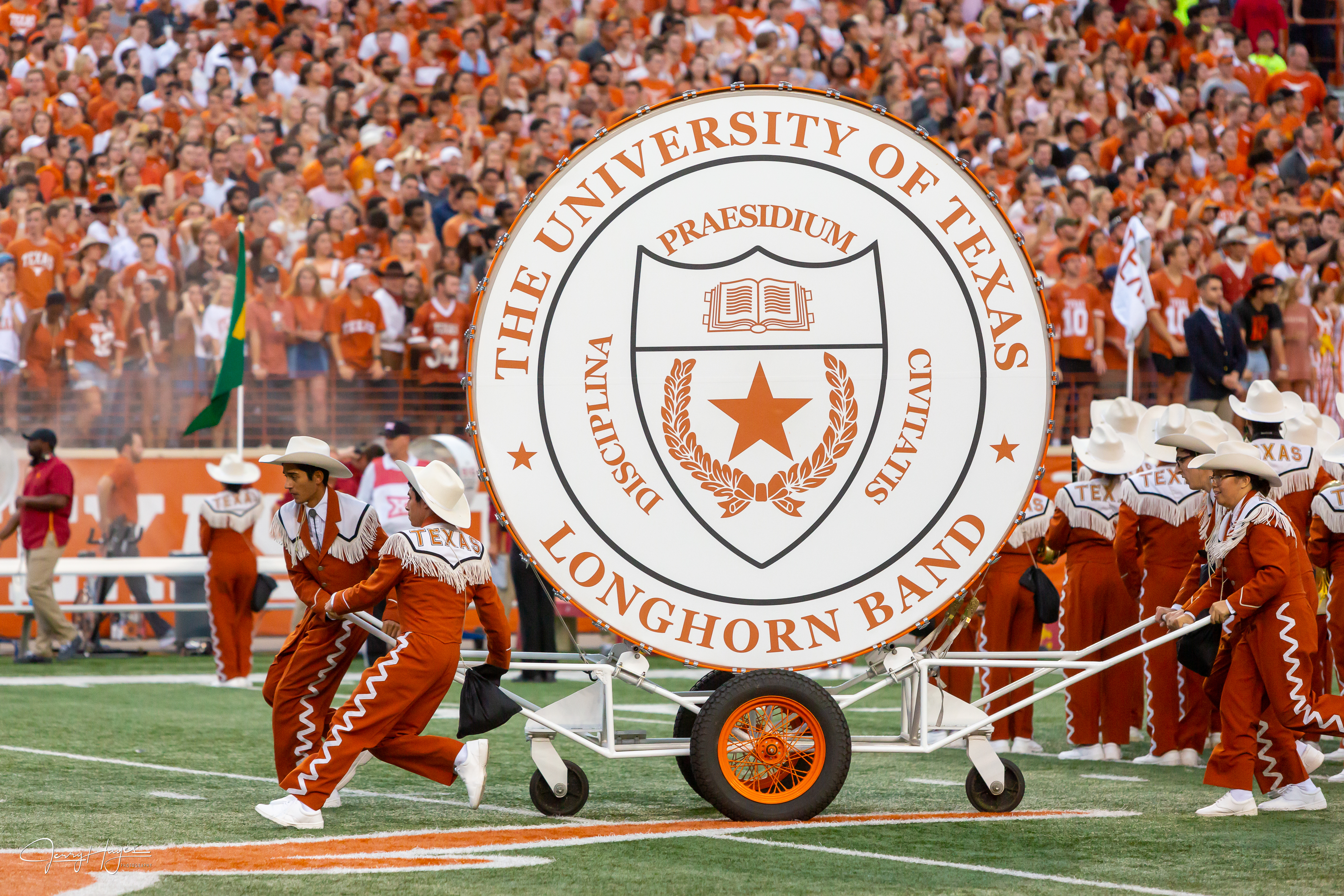
Big Bertha à l'automne 2018.
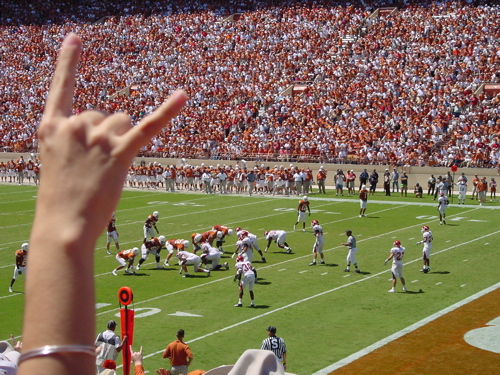
Un fan effectuant le Hook 'em Horns en 2003
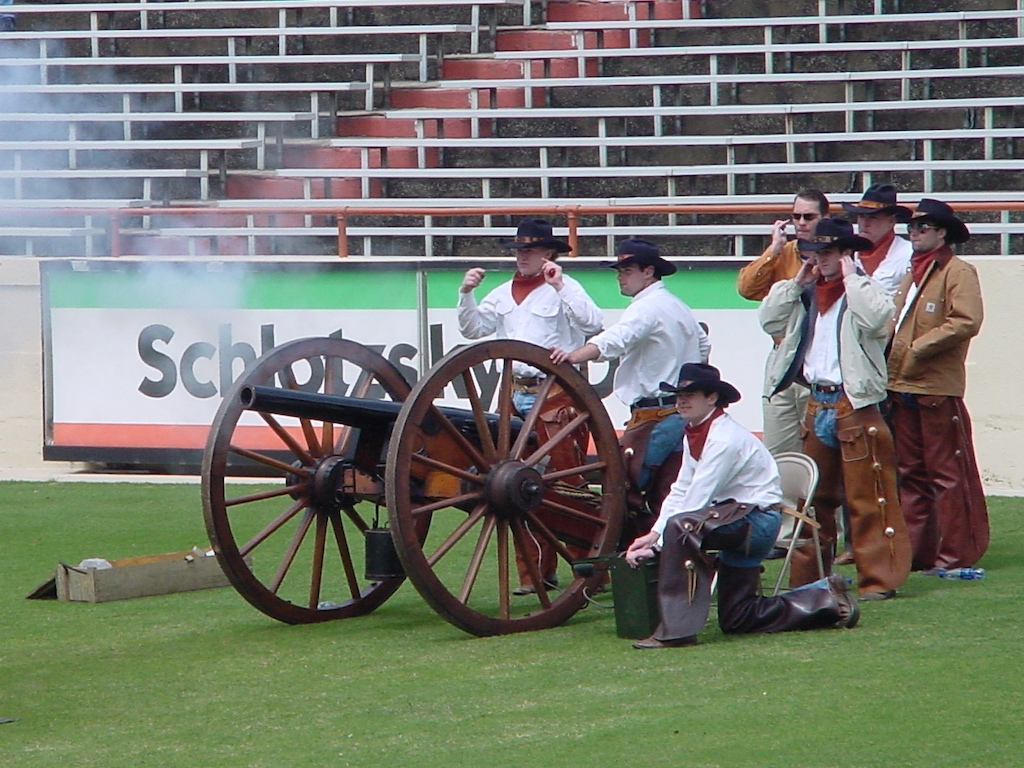
Smokey the Canon en 2003.
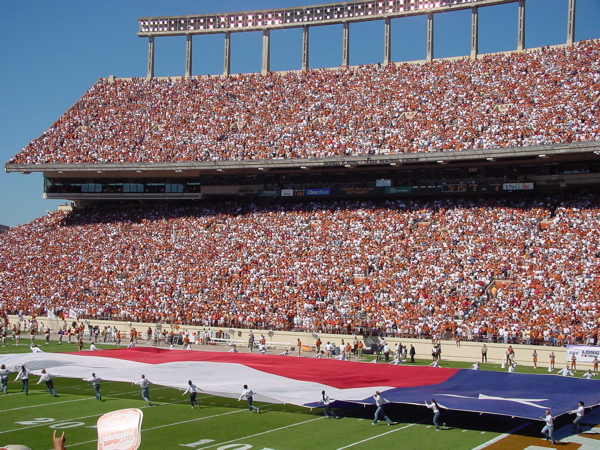
Le plus grand drapeau déployé en 2005.
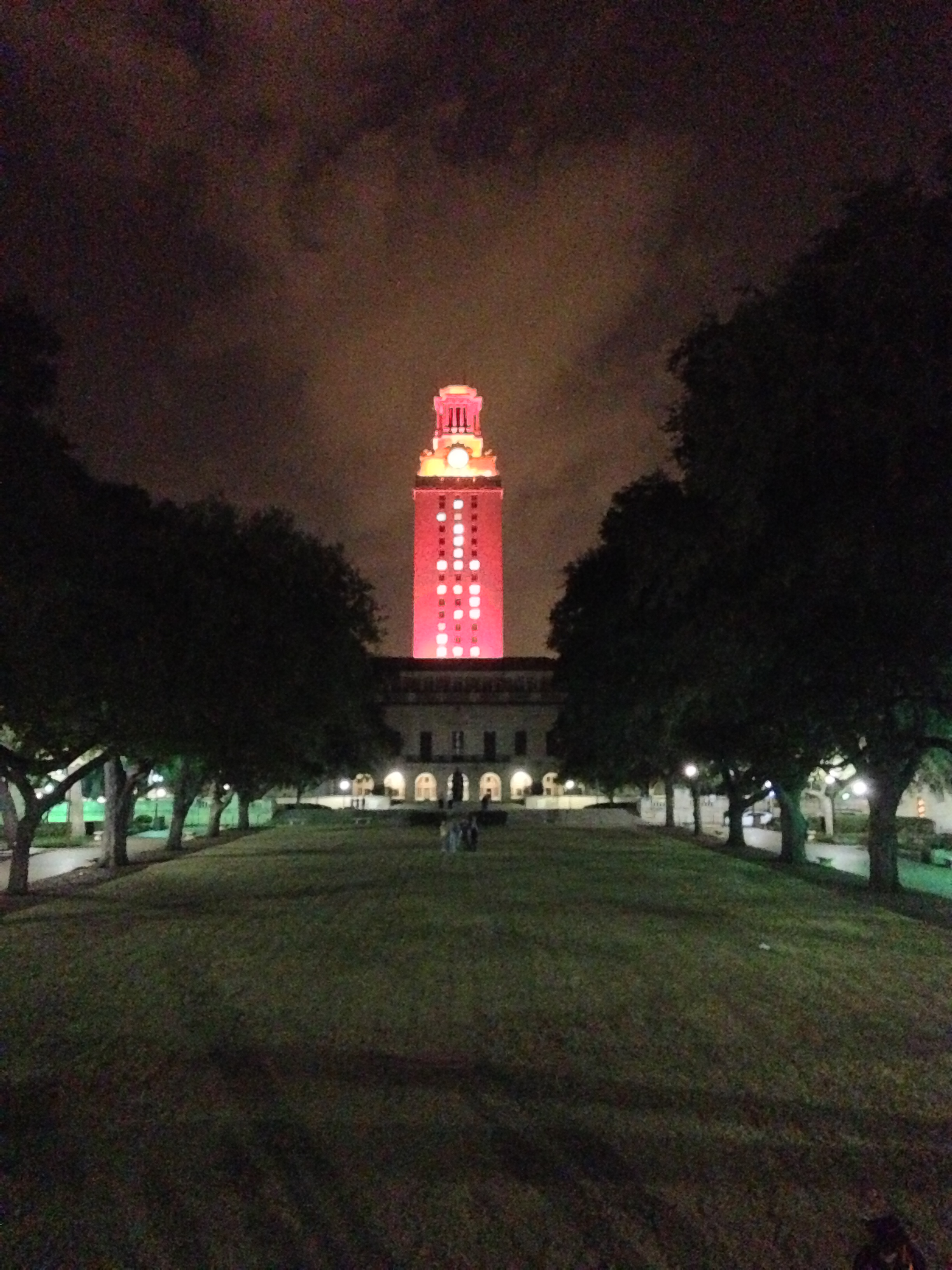
La Tower illuminée le 8 décembre 2012.
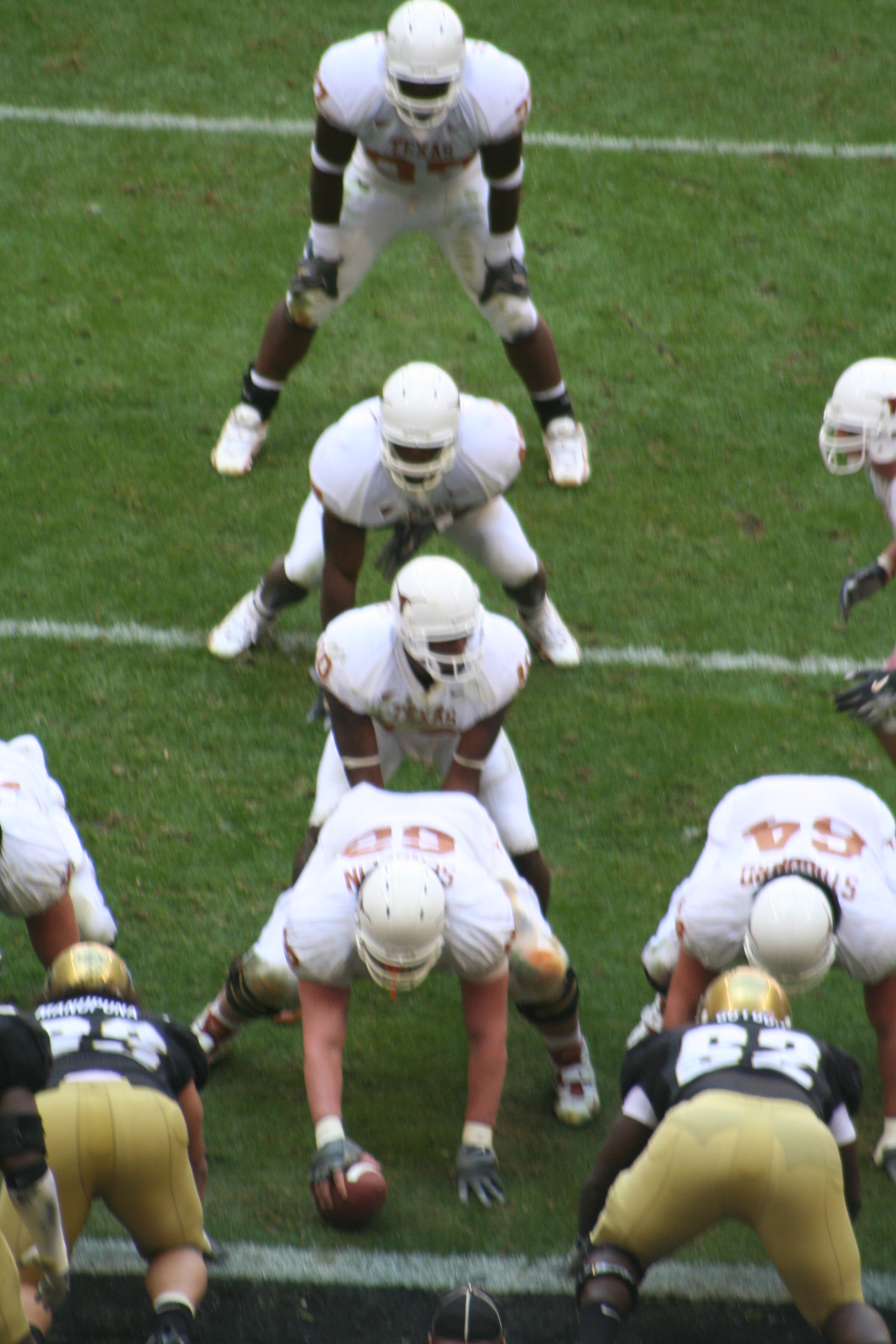
L'équipe en formation I.
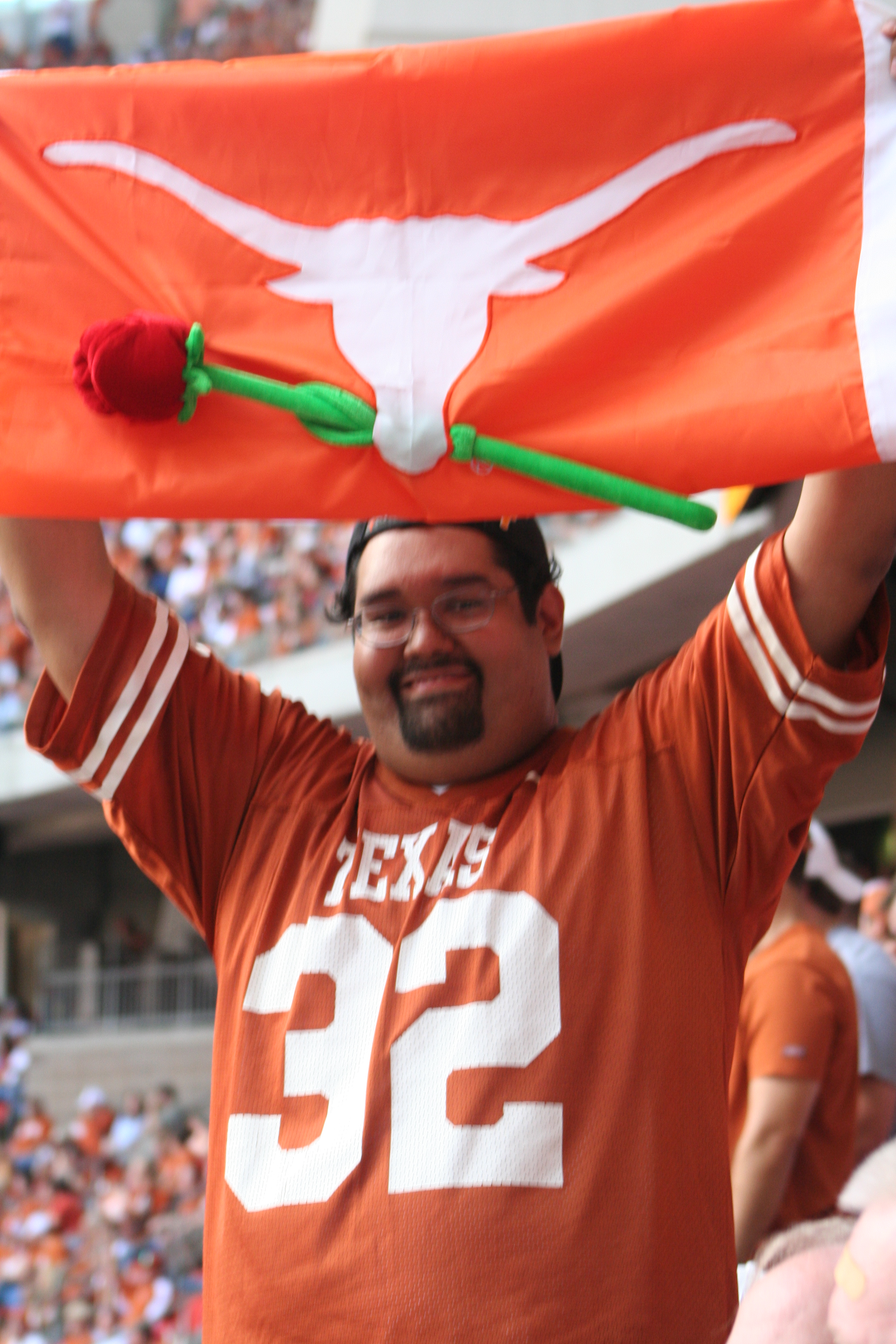
Un supporter des Longhorns.
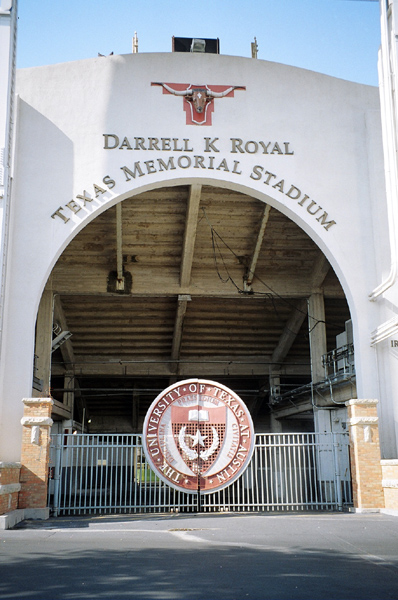
Façade du Darrell K Royal-Texas Memorial Stadium.

## Autres sports

### Basket-ball
L'équipe de basket-ball des Longhorns a atteint le Final Four en 2003. En 2006, cette formation célèbre son centenaire.

### Baseball
L'équipe de baseball a remporté six titres nationaux (College World Series) : 1949, 1950, 1970, 1983, 2002 et 2005.